# Philosepedon duacopis
Philosepedon duacopis är en tvåvingeart som beskrevs av Quate 1999. Philosepedon duacopis ingår i släktet Philosepedon och familjen fjärilsmyggor. Inga underarter finns listade i Catalogue of Life.